# Giuseppe Pomponio
(Giuseppe Pomponio)
Giuseppe Pomponio (Liscia, 11 luglio 1837 – Furci, 27 settembre o 8 ottobre 1870) è stato un brigante italiano, attivo nel territorio del Medio e Alto Vastese e nella bassa valle del Trigno.

## Biografia
Figlio di contadini, assieme al fratello Michelangelo fu a capo di una delle più importanti bande della provincia di Chieti che seminò il terrore per circa nove anni, compiendo omicidi, rapine, saccheggi e sequestri di persona.
Pomponio fu autore di più di una trentina di omicidi, taluni anche eclatanti, come il rapimento e la conseguente uccisione del barone Gaetano Francescelli o l'assassinio del Capitano della milizia di San Salvo Luigi Ciavatta.
La gravità e la frequenza di tali azioni delittuose erano così elevate da portare il sindaco Giuseppe Ciavatta, fratello di Luigi, ad esortare l'intervento dell'esercito e l'attuazione di misure eccezionali: "Da otto mesi che i due briganti Giuseppe e Michelangelo Pomponio uniti a un terzo sconosciuto, e favoriti da ignoti manutengoli, scorrono questo tenimento e tutta la valla del Treste, per cui si hanno a lamentare gravi misfatti, atroci casi di morte violenta e la perduta sicurezza. Ne è seguito l'abbandono degli affari e seri dissesti finanziari. Invano l'autorità Pubblica e Militare, con zelo superiore ad ogni elogio, hanno cercato di distruggere la mala pianta, poiché le loro fatiche, malgrado il concorso di onesti cittadini, non hanno raggiunto lo scopo. La causa principale dell'insuccesso consiste nel perché i cennati briganti hanno fedeli corrispondenti entro il Comune, e perché i contadini in generale per tema di sanguinose rappresaglie, e taluni per gola dell'oro brigantesco, in buona voglia, ne occultano le mosse. A mali eccezionali bisognano eccezionali rimedi. Quindi crediamo opportuno e conveniente pregare l'Autorità Governativa a permettere ed ordinare tutte quelle misure eccezionali, che si credono della circostanza, tanto relative alla vigilanza e alla chiusura delle masserie sospettose, quanto alla fermata preventiva dei manutengoli”. In tal modo il sindaco ottenne che un distaccamento militare si stabilisse nel paese.

## Uccisione di Luigi Ciavatta
Il 15 settembre 1868, Giuseppe Pomponio, insieme al fratello Michelangelo e ad altri sei briganti, tese un agguato a Luigi Ciavatta, Capitano della milizia di San Salvo, come rappresaglia per l'azione di contrasto portata avanti dai due fratelli Ciavatta. I briganti si nascosero nei pressi dell'incrocio tra le attuali Via del Caravaggio e Contrada Colle Pagano a San Salvo, sapendo che Luigi Ciavatta sarebbe passato lì, come sua consuetudine, per andare a caccia. Avendolo sorpreso e disarmato, dopo una violenta colluttazione a mani  nude, lo uccisero con un colpo di fucile al cuore. In conseguenza di questo fatto, la via dove avvenne l'agguato venne comunemente chiamata "via della disgrazia".

## Rapimento di Gaetano Franceschelli
Con l'arrivo del distaccamento più volte venne tentata l'espugnazione da parte di carabinieri e guardia nazionale della torre di Montebello, rifugio della banda, senza però l'ottenimento di alcun risultato. Si giunse ad una svolta nell'autunno del 1870, quando venne rapito Gaetano Franceschelli, discendente della famiglia baronale di Montazzoli. Nonostante avessero già incassato buona parte delle 63 750 lire di riscatto, i fratelli Pomponio decisero di non liberare il prigioniero, fornendo al capitano Chiaffredo Bergia l'occasione di snidarli dai loro covi.
L'ufficiale fece spargere la voce di essere stato trasferito altrove; invece con altri 4 carabinieri partì alla volta di Dogliola appostandosi nei pressi del paese, sulla riva sinistra del fiume Trigno. Dopo ore d'appostamento riuscirono a catturare ed uccidere D'Alena, mentre un altro brigante, Berardino Di Nardo, si dava alla fuga. Giuseppe Pomponio, sentendo i colpi d'arma da fuoco si allontanò con il rapito, il quale, seppur avanti con gli anni, attese che Pomponio si addormentasse e gli tolse il fucile: sparò due colpi ferendo il brigante alla spalla e di striscio in pieno volto, poi si diede alla fuga per i campi. Pomponio inseguì facilmente il Franceschelli data l'età, lo raggiunse ad un chilometro di distanza e lo finì con cinque colpi di rivoltella alla schiena.

## Morte
Ma le ferite riportate non erano di poco conto e lo costrinsero a chiedere aiuto a Angelo Maria Argentieri. Viste però le condizioni precarie di Pomponio, Argentieri, volendo salvarsi dalla galera, il 27 settembre riferì tutto ai carabinieri facendolo catturare in una masseria di Furci, durante il conflitto a fuoco risultante ed il corpo a corpo con Bergia venne ucciso da un colpo di pistola sparatogli dal carabiniere Pavan.
Secondo un'altra versione Pomponio, gravemente ferito da Franceschelli cercò rifugio presso la masseria del manutengolo Angelo Maria Argentieri di Furci, che tuttavia lo tradì segnalandone la presenza ai carabinieri, Pomponio venne catturato e trasportato ferito nell'abitato di Furci, dove morì senza rivelare i nascondigli delle refurtive. Secondo una terza versione dopo la sua cattura sarebbe stato impiccato, decapitato e il giorno dopo squartato e per monito agli altri briganti, una parte del suo cadavere fu appeso nel bastione di Vasto detto del ”Bassano”, un braccio all'entrata del castello di Monteodorisio, l'altro braccio sotto l'arcata della ”Porte de la Terre” di San Salvo.
Il fratello Michelangelo, venne ucciso il 2 ottobre, sempre a Furci, dopo che lo stesso Argentieri aveva indicato il suo rifugio nella masseria della brigantessa Filomena Soprano, di Itri, druda di D'Alena.